# Carolei
Carolei község (comune) Olaszország Calabria régiójában, Cosenza megyében.

## Fekvése
A megye délnyugati részén fekszik. Határai: Cosenza, Dipignano, Domanico és Mendicino.

## Története
A település alapításáról nincsenek pontos adatok. Neve, Caloleis, a Caroleo család nevéből származik. A 19. század elején vált önálló településsé, amikor a Nápolyi Királyságban felszámolták a feudalizmust.

## Népessége
A népesség számának alakulása:

## Főbb látnivalói
- San Nicola-templom
- Madonna dell'Immacolata-templom
- Madonna del Carmine-templom